# Hogna insularum
Hogna insularum är en spindelart som först beskrevs av Kulczynski 1899.  Hogna insularum ingår i släktet Hogna och familjen vargspindlar.
Artens utbredningsområde är Madeira. Inga underarter finns listade i Catalogue of Life.